# Auchsesheim

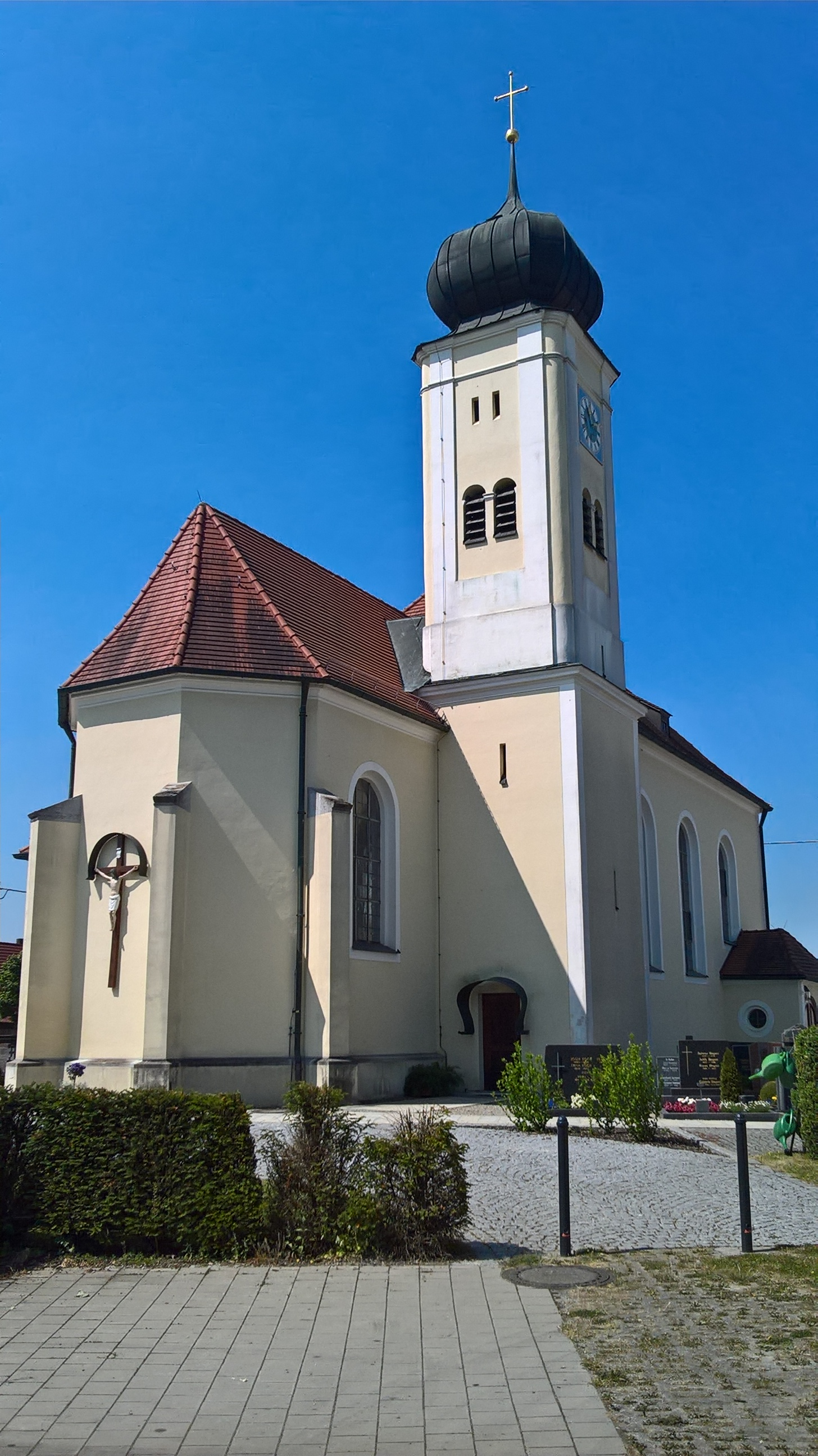
Kirche St. Georg

Auchsesheim ist ein Gemeindeteil der Großen Kreisstadt Donauwörth im schwäbischen Landkreis Donau-Ries (Bayern). Zur Gemarkung gehört die Einöde Schwadermühle.

## Geographie
Das Pfarrdorf liegt südlich von Donauwörth. In der Nähe verlaufen die Flüsse Schmutter (östlich) und Zusam (westlich). Circa zwei Kilometer nördlich liegt die Donau.

## Geschichte
Die Siedlung hat ihre Ursprünge in der Zeit um 650. Bis 1429 gehörte Auchsesheim zur Pfarrei Mertingen. In der Folgezeit wechselten oft die Besitzer. Im Zuge der Gemeindegebietsreform schloss sich Auchsesheim mit Wirkung ab 1. Juli 1971 der Stadt Donauwörth an.
Der Ortsfriedhof an der Kirche St. Georg wurde im Jahre 2009 im Friedhofsprojekt des Bayerischen Landesvereins für Familienkunde fotografiert. Die Grabinschriften sind abrufbar.

## Vereinsleben
Es gibt insgesamt sechs aktive Vereine:
KLJB Auchsesheim, Frohsinn Auchsesheim, Bauernbühne Auchsesheim des Theater Donauwörth e. V., TTC Auchsesheim, Obst- und Gartenbauverein, Freiwillige Feuerwehr Auchsesheim.
Ein siebter Verein, der Soldaten- und Kameradenverein, wurde im Jahre 2023 aufgelöst.

## Söhne und Töchter des Dorfes

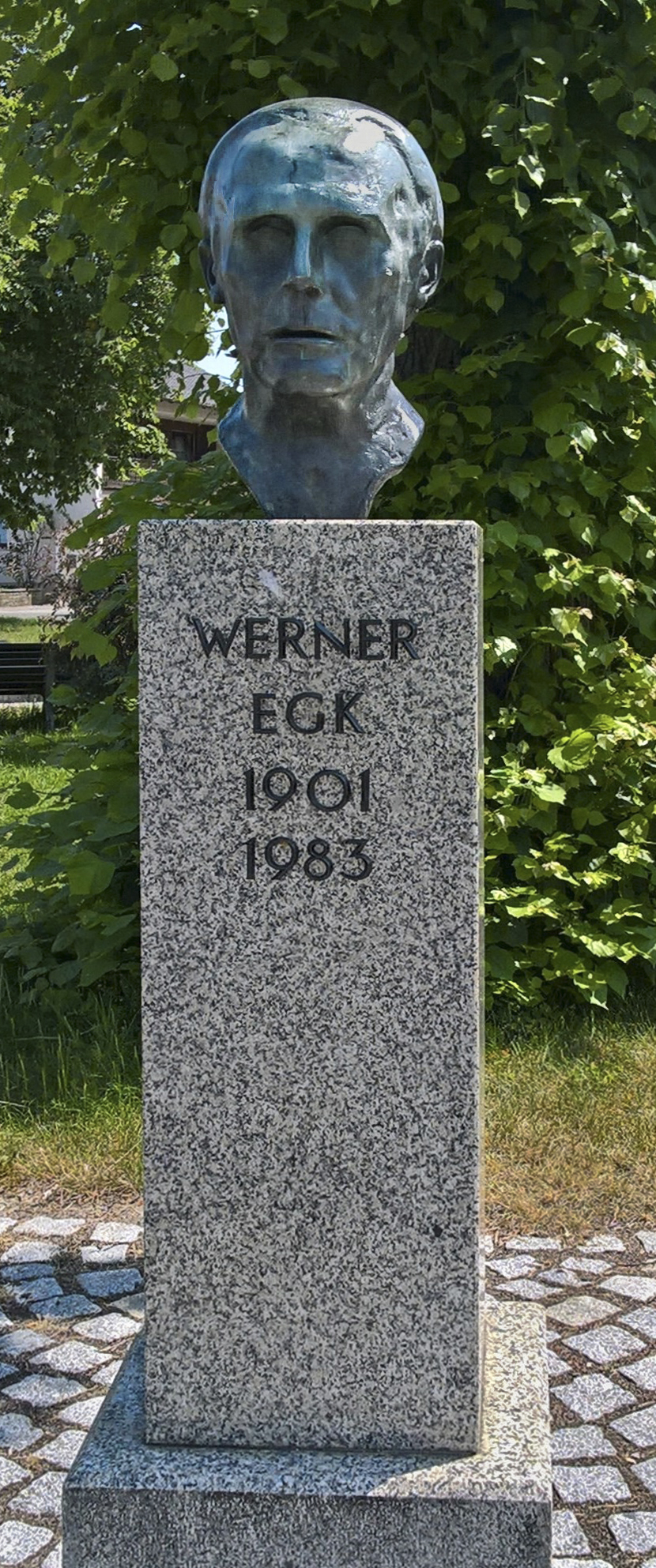
Denkmal Werner Egk, Auchsesheim

- 1901: Werner Egk, deutscher Komponist
- 1947: August Gerstmeier, deutscher Musikwissenschaftler (Eberhard Karls Universität Tübingen)